# Лепота
Лепота јесте естетска категорија која традиционално означава савршенство склада.
У обичном говору, лепотом се најчешће назива својство особе, предмета или идеје које нас испуњава осећајем пријатности. У филозофији, лепота је једна од темељних категорија којима се поимају суштинска својства бића. Област филозофије која се бави лепотом као својим предметом се назива естетика.
Идеал лепоте умногоме зависи од културног контекста, а у оквиру исте културе се често мења током времена. Не постоји јединствено објашњење лепоте, a бројни покушаји дефинисања највише говоре о њеној загонетности.
Искуство „лепоте” често подразумева тумачење неког ентитета као равнотежу и хармонију са природом, што може довести до осећаја привлачења и емоционог благостања. Пошто то може бити субјективно искуство, често се каже да је „лепота у очима посматрача”.
Постоје докази да су перцепције лепоте еволуционо одређене, да се ствари, аспекти људи и пејзажа који се сматрају лепим, типично налазе у ситуацијама које могу довести до побољшаних шанси опстанка сензитивних гена.

## Старогрчки
Класична грчка именица која најбоље на српском језику преводи реч „лепота” или „леп” је καλλος, kallos, а придев је καλος, kalos. Међутим, kalos може да биде преведен и као „добар” или „од доброг квалитета” и стога има шире значење од обичне физичке или материјалне лепоте. Слично томе, kallos је био коришћен другачије од енглеске речи лепота у томе што се најпре примењивао на људе и носио еротску конотацију.
Коинска Грчка реч за лепоту је била ωραιος, hōraios, етимолошки придев који потиче од речи ωρα, hōra — „сат”. У Коинском Грчком, лепота је дакле била повезана са „бити од једног часа”. Дакле, зрело воће (од свог времена) се сматрало лепим, а млада жена која покушава да изгеда старије или старија жена која покушава да изгледа млађе се не би сматрале лепом. У Старој грчкој, реч hōraios је имала много значења, укључујући „младост” и „зрелу старост”.
Најранија западна теорија лепоте може се наћи у делима раних грчких филозофа из предсократског периода, попут Питагоре. Питагорина школа је видела јаку везу између математике и лепоте. Конкретно, они су приметили да су објекти сразмерни према златном односу изгледали привлачније. Стара грчка архитектура се заснива на овом погледу симетрије и пропорције.
Платон је сматрао лепоту као идеју изнад свих других идеја. Аристотел је видео однос између лепоте и врлине, тврдећи да је „Врлина усмерена на лепоту”.

## Теорије
У историји филозофије феномен лепоте покушавао се протумачити на разне начине. Платон лепоту схвата као манифестацију доброте. Будући да је од свих савршенстава „најочитија и најмилија” лепота је човеку полазиште у његовом сећању и посматрању идеја. Ова теорија лепоте је у позадини свих естетика које виде сврху уметности у моралном усавршавању.
Према Аристотелу бит лепоте је у поретку и симетрији делова целине. Ту су теорију прихватили и даље развили стоици.
Неоплатонизам развија Платонову теорију лепоте у теолошко-мистичком смеру поистовећујући Једно и Добро које „подарује лепоту свим стварима“ (Плотин). Према Плотину, лепота се види унутрашњим оком, које почиње гледати кад се спољашње заклопи. Извор лепоте је лепа душа, а лепота је духовна, унутрашња ствар. Да би душа узмогла схватити и прихватити лепоту, она мора бити прочишћена, мора и сама бити лепа душа. Лепо се првенствено опажа духом. Уметност се не ограничава на то да опонаша оно што очи виде, већ се враћа идејама из којих се рађа сама природа.
Сколастичари и ренесансни филозофи су углавном развијали Аристотелову теорију лепоте као симетрије делова. Према Томи Аквинском лепо је оно што је угодно посматрати "pulchrum dicitur id cuius ipsa apprehensio placet" (Sum. theol., I-II, q. 27, a. 1 ad 3). Неки су суштину лепоте тражили у „савршеној чулној представи“ (Баумгартен) или у свиђању које прати чулну активност (Хјум, Берк). Кант настоји да оствари синтезу тих схватања одређењем лепоте као свиђања без појмовне спознаје. Према теорији романтичара лепота је манифестација истине па је у том смислу важило гесло „што је поетичније, то је истинитије“.

## 20. век и касније
У 20. веку је дошло до све већег одбацивања лепоте од стране уметника и филозофа, што је кулминирало антиестетиком постмодернизма. До тога је дошло упркос тога што је лепота у централном фокусу једног од најутицајнијих постмодерниста, Фридриха Ничеа, који је тврдио да је воља за влашћу исто што и жеља за лепотом.
Након постмодернистичког одбацивања лепоте, мислиоци су се вратили лепоти као важној вредности. Амерички аналички филозоф Гај Сирчело је предложио своју нову теорију лепоте у настојању да поновно потврди статус лепоте као важног филозофског концепта. Илејн Скари исто тако тврди да је лепота повезана са правдом.
Појам лепоте су изучавали психолози и неуронаучници у пољу експерименталне естетике и неуроестетике. Психолошке теорије виде лепоту као форму задовољства. Корелациони налази подржавају гледиште да су лепши објекти исто тако пријатнији. Поједине студије сугеришу да је виши доживљај лепоте повезан са активношћу у медијалном орбитофронталном кортексу. Овај приступ локализације области за перцепцију лепоте у мозгу је био критикован.

## Људска љепота
Карактеризација особе као „лепе”, било појединачно или консензусом заједнице, често се заснива на некој комбинацији унутрашње лепоте, која укључује психолошке факторе као што су личност, интелигенција, грациозност, учтивост, харизма, интегритет, конгруенција и елеганција, и спољашња лепота (i.e. физичке привлачности) која укључује физичке атрибуте који се вреднују на естетском нивоу.
Стандарди лепоте су се временом мењали, на основу промена културних вредности. Историјски гледано, слике показују широк спектар различитих стандарда за лепоту. Међутим, људи који су релативно млади, са глатком кожом, добро пропорционалним телима и регуларним карактеристикама, традиционално су сматрани најлепшим током историје.
Јак индикатор физичке лепоте је „просечност”. Када се из слика људских лица извуку просечне комуналности облика и фомира композитна слика, она постаје прогресивно све ближа „идеалној” слици и спознаје се као све привлачнија. То је први пут било уочено 1883. године, кад је Френсис Галтон поравнао фотографске композитне слике лица вегетаријанаца и криминалаца да би видео да ли постоји типични изглед лица за сваки тип. Приликом тога, приметио је да су композитне слике атрактивније у односу на било коју од појединачних слика. Истраживачи су репликовали тај резултат под контролисаним условима и утврдили да је рачунарски генерисани, математички просек серије лица повољније оцењен од појединачних лица. Сматра се да је еволуционо повољно да сексуална бића бивају привучена супружницима који поседују претежно уобичајене или просечне особине, јер то сугерише одсуство генетских или стечених дефеката. Постоје такође докази да се преференција за лепа лица појављује рано у детињству и да је вероватно урођена, и да су правила по којима се успоставља атрактивност слична међу различитим половима и културама.
Својство лепих жена које су истраживачи изучавали је однос струка и кука од приближно 0,70. Физиолози су показали да су жене са фигуром облика пешчаног сата плодније од других жена због виших нивоа одређених женских хормона, што је чињеница која можда подсвесно условљава мушкарце при избору партнерке. Међутим, други коментатори сугеришу да ова преференција вероватно није универзална. На пример, у неким не-западним културама у којима жене морају да се баве радом као што је проналажење хране, мушкарци имају преференцију за веће односе односа струка и кукова.
На људе утичу слике које виде у медијима, како би утврдили шта јесте или није лепо. Неки феминисти и лекари сматрају да веома танки модели представљени у часописима промовишу поремећаје у исхрани, док други тврде да предоминација белкиња представљених у филмовима и рекламама доводи до евроцентричног концепта лепоте, осећаја инфериорности жена других раса, и интернализованог расизма. Културни покрет црно је лепо покушава да развеје ову представу.
Фатима Лоди, млади заговорник разноврсности и антиколоризма из Пакистана, тврди да „лепота долази у свим облицима, нијансама и величинама”.
Концепт лепоте код мушкараца је познат као 'бишонен' у Јапану. Бишонен се односи на мушкарце са особено женственим својствима, физичким карактеристикама које успостављају стандард лепоте у Јапану и типично се изражавају у њиховим идолима поп културе. Више милијарди долара вредна индустрија јапанских естетичких салона постоји из тог разлога.